# Kontiosaari (ö i Finland, Södra Savolax, lat 62,15, long 28,43)
Kontiosaari är en ö i Finland. Den ligger i sjön Haukivesi och i kommunen Nyslott i landskapet Södra Savolax, i den sydöstra delen av landet, 290 km nordost om huvudstaden Helsingfors. Öns största längd är 2,3 kilometer i nord-sydlig riktning.

## Klimat
Trakten ingår i den boreala klimatzonen. Årsmedeltemperaturen i trakten är 1 °C. Den varmaste månaden är augusti, då medeltemperaturen är 16 °C, och den kallaste är januari, med −14 °C.